# 856
| [ Edytuj tabelę ]          |                               |
| Król Anglii                | - 839 Ethelwulf 858           |
| Hrabia Aragonii            | - 844 Galindo I Aznárez 867   |
| Król Asturii               | - 850 Ordoño I 866            |
| Hrabia Barcelony           | - 852 Odalryk 858             |
| Cesarz Bizancjum           | - 842 Michał III Metystes 867 |
| Chan Bułgarii              | - 852 Borys I Michał 889      |
| Cesarz Chin                | - 846 Tang Xuanzong 859       |
| Książę Czech               | - 850 Gościwit 870            |
| Król Franków wschodnich    | - 855 Ludwik II Niemiecki 875 |
| Król Franków zachodnich    | - 843 Karol II Łysy 877       |
| Cesarz Japonii             | - 850 Montoku 858             |
| Kalif                      | - 847 Al-Mutawakkil 861       |
| Król Khmerów               | - 850 Dżajawarman III 877     |
| Patriarcha Konstantynopola | - 847 Ignacy I 858            |
| Król Mercji                | - 852 Burgred 874             |
| Król Nawarry               | - 851 García Íñiguez 880      |
| Król Nortumbrii            | - 848 Osbert 863              |
| Papież                     | - 855 Benedykt III 858        |
| Cesarz rzymski             | - 850 Ludwik II 875           |
| Książę Saksonii            | - 844 Ludolf 866              |
| Król Szkocji               | - 843 Kenneth I 858           |
| Doża Wenecji               | - 837 Pietro Tradonico 864    |
| Książę wielkomorawski      | - 846 Rościsław 870           |

Rok 856 / DCCCLVI
stulecia: VIII wiek ~
IX wiek ~
X wiek

lata: 846 «
851 «
852 «
853 «
854 «
855 «
856
» 857
» 858
» 859
» 860
» 861
» 866

## Wydarzenia
- 22 grudnia – wielkie trzęsienie ziemi w Persji z epicentrum w mieście Damghan, oszacowane na 7.9 w Skali Richtera.
- 28 grudnia – wikingowie splądrowali Paryż.
- Normanowie spustoszyli Normandię i Île-de-France.

## Zmarli
- 4 lutego – Hraban Maur, uczony, arcybiskup Moguncji (ur. ok. 780)